# Liste der Kulturdenkmale in Schiltach
In der Liste der Kulturdenkmale in Schiltach sind alle Bau- und Kunstdenkmale der Stadt Schiltach und ihrer Teilorte verzeichnet, die im „Verzeichnis der unbeweglichen Bau- und Kunstdenkmale und der zu prüfenden Objekte“ des Landesamts für Denkmalpflege Baden-Württemberg verzeichnet sind.
Diese Liste ist nicht rechtsverbindlich. Eine rechtsverbindliche Auskunft ist lediglich auf Anfrage bei der Unteren Denkmalschutzbehörde des Landkreises Rottweil erhältlich.

## Allgemein
- Bild: Zeigt ein ausgewähltes Bild aus Commons, „Weitere Bilder“ verweist auf die Bilder im Medienarchiv Wikimedia Commons.
- Bezeichnung: Nennt den Namen, die Bezeichnung oder die Art des Kulturdenkmals.
- Lage: Straßenname und Hausnummer oder Flurstücknummer des Kulturdenkmals, gegebenenfalls auch den Ortsteil. Die Grundsortierung der Liste erfolgt nach dieser Adresse. Der Link (Karte) führt zu verschiedenen Kartendiensten mit der Position des Kulturdenkmals. Fehlt dieser Link, wurden die Koordinaten noch nicht eingetragen. Sind diese bekannt, können sie über ein Tool mit einer Kartenansicht einfach nachgetragen werden. In dieser Kartenansicht sind Kulturdenkmale ohne Koordinaten mit einem roten bzw. orangen Marker dargestellt und können durch Verschieben auf die richtige Position in der Karte mit Koordinaten versehen werden. Kulturdenkmale ohne Bild sind an einem blauen bzw. roten Marker erkennbar.
- Datierung: Baubeginn, Fertigstellung, Datum der Erstnennung oder grobe zeitliche Einordnung entsprechend des Eintrags in der zuständigen Denkmaldatenbank (Landesamt für Denkmalpflege Baden-Württemberg).
- Beschreibung: Kurzcharakteristik des Kulturdenkmals.

## Lehengericht
| Bild           | Bezeichnung                            | Lage                                                        | Datierung                        | Beschreibung | ID |
| -------------- | -------------------------------------- | ----------------------------------------------------------- | -------------------------------- | ------------ | -- |
|                | Hofbauernhof                           | Lehengericht, Auf dem Hof 186, 186/1 (Karte)                | 19. Jh.                          |              | BW |
|                | Tagelöhnergütle Frick                  | Lehengericht, bei Auf der Staig 130 (Karte)                 | 1849                             |              | BW |
|                | Libding des Bühlhofs                   | Lehengericht, Bühl 36 (Karte)                               | 1676                             |              | BW |
|                | Bühlhof                                | Lehengericht, Bühl 37 (Karte)                               | 1831                             |              | BW |
|                | Eckehof                                | Lehengericht, Ecke 172 (Karte)                              | Um 1722                          |              | BW |
|                | Eisenbahnüberführung                   | Lehengericht, Eisenbahnstrecke Kinzigtalbahn (Karte)        | 1933                             |              | BW |
| Weitere Bilder | Eisenbahnüberführung                   | Lehengericht, Eisenbahnstrecke Schiltach-Schramberg (Karte) | 1892                             |              |    |
|                | Eisenbahnüberführung                   | Lehengericht, Eisenbahnstrecke Schiltach-Schramberg (Karte) | 1892                             |              | BW |
|                | Hofgebäude                             | Lehengericht, Erdlinsbach 11 (Karte)                        | 18. Jh.                          |              | BW |
| Weitere Bilder | Eulersbacher Hof                       | Lehengericht, Eulersbach 93 (Karte)                         | 1634                             |              |    |
|                | Wasserkraftwerk Eulersbach             | Lehengericht, E-Werk 4 (Karte)                              | 1903                             |              | BW |
|                | Hofgebäude                             | Lehengericht, Grumpen 104 (Karte)                           | 17./18. Jh.                      |              | BW |
|                | Brücke                                 | Lehengericht, bei Grumpenbächle 105 (Karte)                 | 18./19. Jh.                      |              | BW |
|                | Mühle des Hinterhofs                   | Lehengericht, bei Hinterhof 145 (Karte)                     | Anfang des 20. Jh.               |              | BW |
|                | Hinterholzhof                          | Lehengericht, Hinterholz 161, 161/1 (Karte)                 | 16./17./19. Jh.                  |              | BW |
|                | Transformatorenstation                 | Lehengericht, bei Hinterholz 161/1 (Karte)                  | 1922/23                          |              | BW |
|                | Speicher des Höfenhofs                 | Lehengericht, bei Höfenhof 122/1 (Karte)                    | 1604                             |              | BW |
|                | Tagelöhnergütle Fichter                | Lehengericht, Höllgraben 95 (Karte)                         | 1758                             |              | BW |
|                | Holzverladerampe                       | Lehengericht, Hohensteinstraße                              | 19. Jh.                          |              |    |
|                | Tagelöhnergütle auf der Hollai         | Lehengericht, Hollai 168 (Karte)                            | 1810                             |              | BW |
|                | Hof im Hunsel                          | Lehengericht, Im Hunsel 185, 185/1 (Karte)                  | 19./20. Jh.                      |              | BW |
|                | Weberhäusle                            | Lehengericht, Im Kienbach 157 (Karte)                       | Vermutlich 2. Hälfte des 18. Jh. |              | BW |
|                | Tagelöhnergut im Kienbächle            | Lehengericht, Kienbächle 160, 160/1 (Karte)                 | 18. Jh.                          |              | BW |
|                | Hofgebäude                             | Lehengericht, Kienbronn 164, 164/1 (Karte)                  | Nach 1779                        |              | BW |
|                | Hof Kienbronn                          | Lehengericht, Kienbronn 166, 166/1 (Karte)                  | Um 1820                          |              | BW |
|                | Simonshof                              | Lehengericht, Liefersberg 97, 97/1 (Karte)                  | 1748                             |              | BW |
|                | Speicher des Wöhrlehofes               | Lehengericht, bei Liefersberg 98 (Karte)                    | 1812                             |              | BW |
|                | Hofgebäude                             | Lehengericht, Lindenhof 88 (Karte)                          | 1798                             |              | BW |
|                | Hof im Oberreichenbächle               | Lehengericht, Oberreichenbächle 174, 175 (Karte)            | 18. Jh.                          |              | BW |
|                | Oberstaigenbach-Hof                    | Lehengericht, Obersteigenbach 159 (Karte)                   | 18. Jh.                          |              | BW |
|                | Pfundsteinhof                          | Lehengericht, Pfundsteinhof 149 (Karte)                     | 1928                             |              | BW |
|                | Gedenkstein                            | Lehengericht, bei Ramsel 167                                | 1915                             |              |    |
|                | Keller eines Libdings                  | Lehengericht, Reichenbächle 177 (Karte)                     | 1616                             |              | BW |
|                | Rohrbachhof                            | Lehengericht, Rohrbach 125 (Karte)                          | 19. Jh.                          |              | BW |
|                | Doppelhof                              | Lehengericht, Rohrbach 126 (Karte)                          | 1792                             |              | BW |
|                | Hofgebäude                             | Lehengericht, Rohrbach 131 (Karte)                          | 1. Hälfte des 19. Jh.            |              | BW |
|                | Libding des Rohrbachhofs               | Lehengericht, Rohrbach 132 (Karte)                          | 19. Jh.                          |              | BW |
|                | Doppelhof                              | Lehengericht, Schmelze 21, 21/1 (Karte)                     | 1811                             |              | BW |
|                | Tagelöhnergut Schöngrund I             | Lehengericht, Schöngrund 101 (Karte)                        | Anfang 19. Jh.                   |              | BW |
|                | Tagelöhnergut Schöngrund II            | Lehengericht, Schöngrund 102 (Karte)                        | Um 1720                          |              | BW |
|                | Schwenkenhof                           | Lehengericht, Schwenkenhof 121 (Karte)                      | 1910                             |              | BW |
|                | Stammelbachhof                         | Lehengericht, Stammelbach 173 (Karte)                       | 1838                             |              | BW |
|                | Tagelöhnergütle                        | Lehengericht, Vor Erdlinsbach 9/1 (Karte)                   | Wohl um 1578                     |              | BW |
|                | Konradshof                             | Lehengericht, Vor Erdlinsbach 135, 135/1 (Karte)            | 19. Jh.                          |              | BW |
|                | Gewölbekeller des Gasthauses zum Pflug | Lehengericht, Vor Eulersbach 56 (Karte)                     | 1840                             |              | BW |
|                | Gewölbebrücke                          | Lehengericht, bei Vor Eulersbach 58                         | 19. Jh.                          |              |    |
|                | Hof im Eulersbacher Grund              | Lehengericht, Vor Eulersbach 92 (Karte)                     | 1838                             |              | BW |
|                | Gehöft mit Speicher                    | Lehengericht, Vor Hunsel 184 (Karte)                        | Um 1830                          |              | BW |
|                | Weidenhof                              | Lehengericht, Weiden 38 (Karte)                             | 18. Jh.                          |              | BW |
|                | Splitterschutzzelle                    | Lehengericht, Welschdorf                                    | 1940–45                          |              |    |

## Schiltach
| Bild           | Bezeichnung                                    | Lage                                                     | Datierung               | Beschreibung | ID |
| -------------- | ---------------------------------------------- | -------------------------------------------------------- | ----------------------- | ------------ | -- |
|                | Bahnwärterhaus                                 | Schiltach, Am Hirschen 2 (Karte)                         | 1885/86                 |              |    |
|                | Wohnhaus                                       | Schiltach, Aueplatz 1 (Karte)                            | 1911                    |              | BW |
|                | Staighof                                       | Schiltach, Auf der Staig 10 (Karte)                      | 1825                    |              | BW |
| Weitere Bilder | Volksschule                                    | Schiltach, Bachstraße 4 (Karte)                          | 1893                    |              |    |
| Weitere Bilder | Bürgerhaus                                     | Schiltach, Bachstraße 5 (Karte)                          | 1816                    |              |    |
|                | Wohn- und Wirtschaftsgebäude                   | Schiltach, Bachstraße 14 (Karte)                         | 1782                    |              | BW |
|                | Obere Bahnhofsbrücke                           | Schiltach, Bahnhofstraße (Karte)                         | 1885                    |              | BW |
|                | Empfangsgebäude des Bahnhofs Schiltach         | Schiltach, Bahnhofstraße 1 (Karte)                       | 1885/86                 |              | BW |
|                | Dienstwohngebäude des Bahnhofs Schiltach       | Schiltach, Bahnhofstraße 1/2 (Karte)                     | Um 1907                 |              | BW |
|                | Güterschuppen des Bahnhofs Schiltach           | Schiltach, Bahnhofstraße 1/3 (Karte)                     | 1885/86                 |              | BW |
|                | Bismarckgedenkstein                            | Schiltach, bei Bahnhofstraße 5                           | 1915                    |              |    |
|                | Stellwerksgebäude II auf dem Bahnhof Schiltach | Schiltach, Bahnhofstraße 5/4 (Karte)                     | 1895                    |              | BW |
|                | Schienenbuseinheit                             | Schiltach, bei Bahnhofstraße 6 (Karte)                   | 1960/61                 |              | BW |
|                | Bahnwärterhaus am Schiltacher Tunnel           | Schiltach, Bahnhofstraße 9 (Karte)                       | 1885/86                 |              | BW |
|                | Schiltacher Tunnel                             | Schiltach, Eisenbahnstrecke Schiltach-Schramberg (Karte) | 1884/86                 |              | BW |
|                | Eisenbahnüberführung                           | Schiltach, Eisenbahnstrecke Schiltach-Schramberg (Karte) | 1892                    |              |    |
|                | Kirchberg-Tunnel                               | Schiltach, Eisenbahnstrecke Schiltach-Schramberg (Karte) | 1891/92                 |              | BW |
| Weitere Bilder | Wohnhaus, Gasthaus Bierfritz                   | Schiltach, Gerbergasse 1 (Karte)                         | 1833                    |              |    |
| Weitere Bilder | Äußere Mühle                                   | Schiltach, Gerbergasse 10 (Karte)                        | 1557                    |              |    |
| Weitere Bilder | Gerberhaus mit Nebengebäude                    | Schiltach, Gerbergasse 12 (Karte)                        | 1674                    |              |    |
| Weitere Bilder | Gerberhaus mit Nebengebäude                    | Schiltach, Gerbergasse 14 (Karte)                        | 1791                    |              |    |
|                | Polenstein                                     | Schiltach, Gründle                                       | 1945/46                 |              |    |
|                | Wohnhaus                                       | Schiltach, Grünstraße 1 (Karte)                          | Um 1690                 |              | BW |
|                | Wohnhaus                                       | Schiltach, Grünstraße 2 (Karte)                          | 19. Jh.                 |              | BW |
| Weitere Bilder | Schütte-Säge                                   | Schiltach, Hauptstraße 1 (Karte)                         | 19./Anfang 20. Jh.      |              |    |
|                | Rathaus Lehengericht                           | Schiltach, Hauptstraße 5 (Karte)                         | 1814                    |              |    |
| Weitere Bilder | Ev. Stadtkirche                                | Schiltach, Hauptstraße 6 (Karte)                         | 1839–43                 |              |    |
| Weitere Bilder | Gasthaus zum Lamm                              | Schiltach, Hauptstraße 7 (Karte)                         | 1681 oder 1716          |              |    |
| Weitere Bilder | Bürgerhaus                                     | Schiltach, Hauptstraße 9 (Karte)                         | 1833                    |              |    |
| Weitere Bilder | Wohnhaus                                       | Schiltach, Hauptstraße 11 (Karte)                        | Nach 1833               |              |    |
| Weitere Bilder | Wohnhaus                                       | Schiltach, Hauptstraße 13 (Karte)                        | 1794                    |              |    |
| Weitere Bilder | Bürgerhaus                                     | Schiltach, Hauptstraße 15 (Karte)                        | 1820/21                 |              |    |
| Weitere Bilder | Bürgerhaus                                     | Schiltach, Hauptstraße 19 (Karte)                        | 1825                    |              |    |
| Weitere Bilder | Gasthaus zum Adler                             | Schiltach, Hauptstraße 20 (Karte)                        | 1604                    |              |    |
|                | Mühlehäusle                                    | Schiltach, Hauptstraße 20/1 (Karte)                      | 1560                    |              | BW |
| Weitere Bilder | Bürgerhaus                                     | Schiltach, Hauptstraße 21 (Karte)                        | 1825                    |              |    |
|                | Gasthaus zur Kreuzstraße                       | Schiltach, Hauptstraße 23 (Karte)                        | 1824                    |              |    |
|                | Ölmühle                                        | Schiltach, Hauptstraße 24 (Karte)                        | 1799                    |              | BW |
|                | Wohnhaus                                       | Schiltach, Hauptstraße 25 (Karte)                        | Anfang des 19. Jh.      |              | BW |
|                | Wohnhaus                                       | Schiltach, Hauptstraße 29 (Karte)                        | Wohl 1710               |              | BW |
|                | Wohnhaus                                       | Schiltach, Hauptstraße 30 (Karte)                        | 1619/1720               |              | BW |
|                | Gasthaus Schwobekarle                          | Schiltach, Hauptstraße 33 (Karte)                        | 1792                    |              |    |
|                | Eiskeller der Brauerei zum Bierfritz           | Schiltach, Hohenstein                                    | 1867/68                 |              |    |
|                | Grabmal Heinzelmann                            | Schiltach, bei Hohensteinstraße 8                        | 1921                    |              |    |
|                | Grabmal Karlin                                 | Schiltach, bei Hohensteinstraße 8                        | 1904                    |              |    |
|                | Seilerei                                       | Schiltach, Keßlerhalde 9 (Karte)                         | 1888                    |              | BW |
| Weitere Bilder | Platzanlage                                    | Schiltach, Marktplatz (Karte)                            | 1590                    |              |    |
| Weitere Bilder | Stadtbrunnen                                   | Schiltach, Marktplatz (Karte)                            | 1751                    |              |    |
|                | Stadtbefestigung                               | Schiltach, Marktplatz, Schenkenzeller Straße             | Vor 1491                |              |    |
| Weitere Bilder | Gasthaus Sonne                                 | Schiltach, Marktplatz 3 (Karte)                          | 1791                    |              |    |
| Weitere Bilder | Ehemaliges Gasthaus zum Weyßen Rössle          | Schiltach, Marktplatz 4 (Karte)                          | 1791                    |              |    |
| Weitere Bilder | Apotheke                                       | Schiltach, Marktplatz 5 (Karte)                          | 16./17. Jh.             |              |    |
| Weitere Bilder | Rathaus Schiltach                              | Schiltach, Marktplatz 6 (Karte)                          | 1593                    |              |    |
|                | Pranger                                        | Schiltach, vor Marktplatz 6                              | 1906/07                 |              |    |
|                | Wohn- und Geschäftshaus                        | Schiltach, Marktplatz 7 (Karte)                          | Um 1850                 |              |    |
| Weitere Bilder | Bürgerhaus                                     | Schiltach, Marktplatz 8 (Karte)                          | 1791                    |              |    |
| Weitere Bilder | Bürgerhaus                                     | Schiltach, Marktplatz 9 (Karte)                          | 1791                    |              |    |
| Weitere Bilder | Bürgerhaus                                     | Schiltach, Marktplatz 10 (Karte)                         | 1791                    |              |    |
| Weitere Bilder | Bürgerhaus                                     | Schiltach, Marktplatz 11 (Karte)                         | 1791                    |              |    |
| Weitere Bilder | Bürgerhaus                                     | Schiltach, Marktplatz 12 (Karte)                         | Ende 18./Anfang 19. Jh. |              |    |
| Weitere Bilder | Bürgerhaus                                     | Schiltach, Marktplatz 13 (Karte)                         | Ende 18./Anfang 19. Jh. |              |    |
|                | Legeler-Haus                                   | Schiltach, Mühlengasse 2 (Karte)                         | 1680                    |              | BW |
|                | Wohnhaus                                       | Schiltach, Mühlengasse 8 (Karte)                         | 18. Jh.                 |              | BW |
|                | Wohnhaus                                       | Schiltach, Mühlengasse 10 (Karte)                        | 1641                    |              | BW |
|                | Bürgerhaus                                     | Schiltach, Schenkenzeller Straße 1 (Karte)               | 18. Jh.                 |              | BW |
|                | Bürgerhaus                                     | Schiltach, Schenkenzeller Straße 2 (Karte)               | Nach 1586               |              | BW |
|                | Bürgerhaus                                     | Schiltach, Schenkenzeller Straße 4 (Karte)               | Im Kern 1642            |              | BW |
|                | Wohnhaus                                       | Schiltach, Schenkenzeller Straße 7 (Karte)               | 1767                    |              | BW |
| Weitere Bilder | Jägerhäusle                                    | Schiltach, Schenkenzeller Straße 11 (Karte)              | 1590                    |              |    |
|                | Bürgerhaus                                     | Schiltach, Schenkenzeller Straße 12 (Karte)              | 18. Jh.                 |              |    |
|                | Bürgerhaus                                     | Schiltach, Schenkenzeller Straße 14 (Karte)              | Anfang des 19. Jh.      |              | BW |
|                | Gewölbekeller                                  | Schiltach, Schenkenzeller Straße 15 (Karte)              | 18. Jh.                 |              | BW |
|                | Bürgerhaus                                     | Schiltach, Schenkenzeller Straße 16, 16/1 (Karte)        | Zwischen 1686 und 1717  |              | BW |
|                | Wohnhaus mit Bäckerei                          | Schiltach, Schenkenzeller Straße 17 (Karte)              | 1912                    |              |    |
|                | Strumpfweberhaus                               | Schiltach, Schenkenzeller Straße 18 (Karte)              | Um 1568                 |              | BW |
|                | Wohnhaus                                       | Schiltach, Schenkenzeller Straße 21 (Karte)              | 19. Jh.                 |              | BW |
|                | Wohnhaus                                       | Schiltach, Schenkenzeller Straße 22 (Karte)              | 18. Jh.                 |              | BW |
| Weitere Bilder | Wohnhaus                                       | Schiltach, Schenkenzeller Straße 23 (Karte)              | Anfang des 19. Jh.      |              |    |
|                | Wohnhaus                                       | Schiltach, Schenkenzeller Straße 38 (Karte)              | 18. Jh.                 |              | BW |
| Weitere Bilder | Gasthof und Bierbrauerei zum Rössle            | Schiltach, Schenkenzeller Straße 42 (Karte)              | 1873                    |              |    |
| Weitere Bilder | Schiltacher Steige                             | Schiltach, Schlossbergstraße                             | 14. Jh.                 |              |    |
|                | Krieger-Gedächtnis-Kreuz                       | Schiltach, Schlossbergstraße, Hinterm Schloss (Karte)    | 1925                    |              | BW |
| Weitere Bilder | Wohnhaus                                       | Schiltach, Schlossbergstraße 1 (Karte)                   | 1822                    |              |    |
| Weitere Bilder | Bürgerhaus                                     | Schiltach, Schlossbergstraße 2 (Karte)                   | 18. Jh.                 |              |    |
|                | Bürgerhaus                                     | Schiltach, Schlossbergstraße 3 (Karte)                   | 1822                    |              | BW |
| Weitere Bilder | Armenhaus                                      | Schiltach, Schlossbergstraße 4 (Karte)                   | 1766                    |              |    |
|                | Wohnhaus                                       | Schiltach, Schlossbergstraße 5 (Karte)                   | 1796                    |              | BW |
| Weitere Bilder | Strumpfstrickerhaus                            | Schiltach, Schlossbergstraße 6 (Karte)                   | 1834                    |              |    |
|                | Wohnhaus                                       | Schiltach, Schlossbergstraße 7 (Karte)                   | 17. Jh.                 |              | BW |
|                | Bürgerhaus                                     | Schiltach, Schlossbergstraße 8 (Karte)                   | 18./Anfang 19. Jh.      |              |    |
|                | Wohnhaus                                       | Schiltach, Schlossbergstraße 9 (Karte)                   | 17./18. Jh.             |              | BW |
|                | Wohnhaus                                       | Schiltach, Schlossbergstraße 10 (Karte)                  | Ende des 19. Jh.        |              | BW |
|                | Wohnhaus                                       | Schiltach, Schlossbergstraße 11 (Karte)                  | 17. Jh.                 |              | BW |
|                | Wohnhaus                                       | Schiltach, Schlossbergstraße 13 (Karte)                  | 18. Jh.                 |              | BW |
| Weitere Bilder | Wohnhaus                                       | Schiltach, Schlossbergstraße 14 (Karte)                  | 1616                    |              |    |
|                | Wohnhaus                                       | Schiltach, Schlossbergstraße 20 (Karte)                  | 18./19. Jh.             |              | BW |
|                | Wohnhaus                                       | Schiltach, Schlossbergstraße 22 (Karte)                  | 1789                    |              | BW |
|                | Wohnhaus                                       | Schiltach, Schramberger Straße 3 (Karte)                 | 1813                    |              | BW |
|                | Wohnhaus                                       | Schiltach, Schramberger Straße 15 (Karte)                | 18. Jh.                 |              |    |
|                | Eiskeller                                      | Schiltach, bei Schramberger Straße 17                    | 1868                    |              |    |
|                | Wohnhaus                                       | Schiltach, Schramberger Straße 19 (Karte)                | Kurz nach 1700          |              |    |
|                | Wohnhaus                                       | Schiltach, Schramberger Straße 21 (Karte)                | Anfang des 19. Jh.      |              | BW |
|                | Wohnhaus                                       | Schiltach, Schramberger Straße 23 (Karte)                | 18. Jh.                 |              | BW |
|                | Wohnhaus                                       | Schiltach, Schramberger Straße 27 (Karte)                | Anfang des 19. Jh.      |              | BW |
|                | Treppenanlage Himmelsleiter                    | Schiltach, bei Schramberger Straße 55 (Karte)            | 1891/92                 |              | BW |
|                | Wohnhaus                                       | Schiltach, Spitalstraße 1 (Karte)                        | 19. Jh.                 |              | BW |
|                | Wohnhaus                                       | Schiltach, Spitalstraße 3, 5 (Karte)                     | 1812                    |              |    |
|                | Bürgerhaus                                     | Schiltach, Spitalstraße 15 (Karte)                       | Um 1813                 |              |    |
|                | Bürgerhaus                                     | Schiltach, Spitalstraße 17 (Karte)                       | 1815                    |              |    |
|                | Bürgerhaus                                     | Schiltach, Spitalstraße 23 (Karte)                       | Im Kern 1617/18         |              | BW |
|                | Bürgerhaus mit Anbau                           | Schiltach, Spitalstraße 25, 27 (Karte)                   | 1718                    |              | BW |
|                | Bürgerhaus                                     | Schiltach, Spitalstraße 29 (Karte)                       | 1717                    |              | BW |
|                | Brücke                                         | Schiltach, bei Tiefenbach 15                             | 18./19. Jh.             |              |    |
|                | Speicher                                       | Schiltach, bei Vor Heubach 13                            | 1745                    |              |    |
|                | Wegkreuz                                       | Schiltach, bei Vor Heubach 13                            | 1886                    |              |    |
|                | Speicher                                       | Schiltach, bei Vor Kuhbach 4                             | 1748                    |              |    |